# Родина (кинотеатр, Москва)
«Ро́дина» — кинотеатр в Восточном административном округе города Москвы. Является ценным объектом культурного наследия регионального значения.

## Архитектура

Боковой фасад здания кинотеатра «Родина» (2006)

Здание кинотеатра построено в 1938 году по проекту архитекторов Якова Корнфельда и Виктора Калмыкова в стиле постконструктивизма. В отличие от большинства зданий, построенных по подобным проектам (в Твери, Смоленске, Симферополе и других городах), кинотеатр не был перестроен в послевоенные годы и сохранил черты постконструктивизма в своём внешнем облике.
:9
Проектом было предусмотрено, что один из залов кинотеатра будет располагаться на крыше здания, однако вскоре после открытия на месте запланированного кинозала был открыт ресторан, просуществовавший до 1960-х годов. Первоначально крышу украшала скульптура «Защитник дальневосточных рубежей» (памятник пограничнику Никите Карацупе). На углу колоннады, опоясывающей кровлю, размещалась скульптурная эмблема (декоративная башенка, служившая постаментом для эмблемы, сохранилась по сей день). Входной портал декорирован керамической плиткой с изображениями серпа и молота, колосьев, дубовых листьев, звёзд, цветов и музыкальных инструментов.
В советский период здание подверглось незначительным изменениям. Кинотеатр был реконструирован после пожара в 2003 году; в ходе реконструкции оригинальные интерьеры были частично утрачены
В 2007 году кинотеатр получил статус объекта культурного наследия регионального значения.
26 июня 2020 года началась реставрация кинотеатра, после которой в кинотеатре появится шесть залов, при этом сохранится планировка фойе. Реставрация проводится в рамках реализации программы реконструкции советских кинотеатров, включившей в себя обновление 30-ти морально устаревавших зданий. Фасады и декоративные элементы воссоздаются по историческим образцам.
По состоянию на март 2024 года, реставрация не завершена.

## Расположение
Кинотеатр находится по адресу Семёновская площадь, д. 5.
Ближайшая станция метро —  Семёновская.

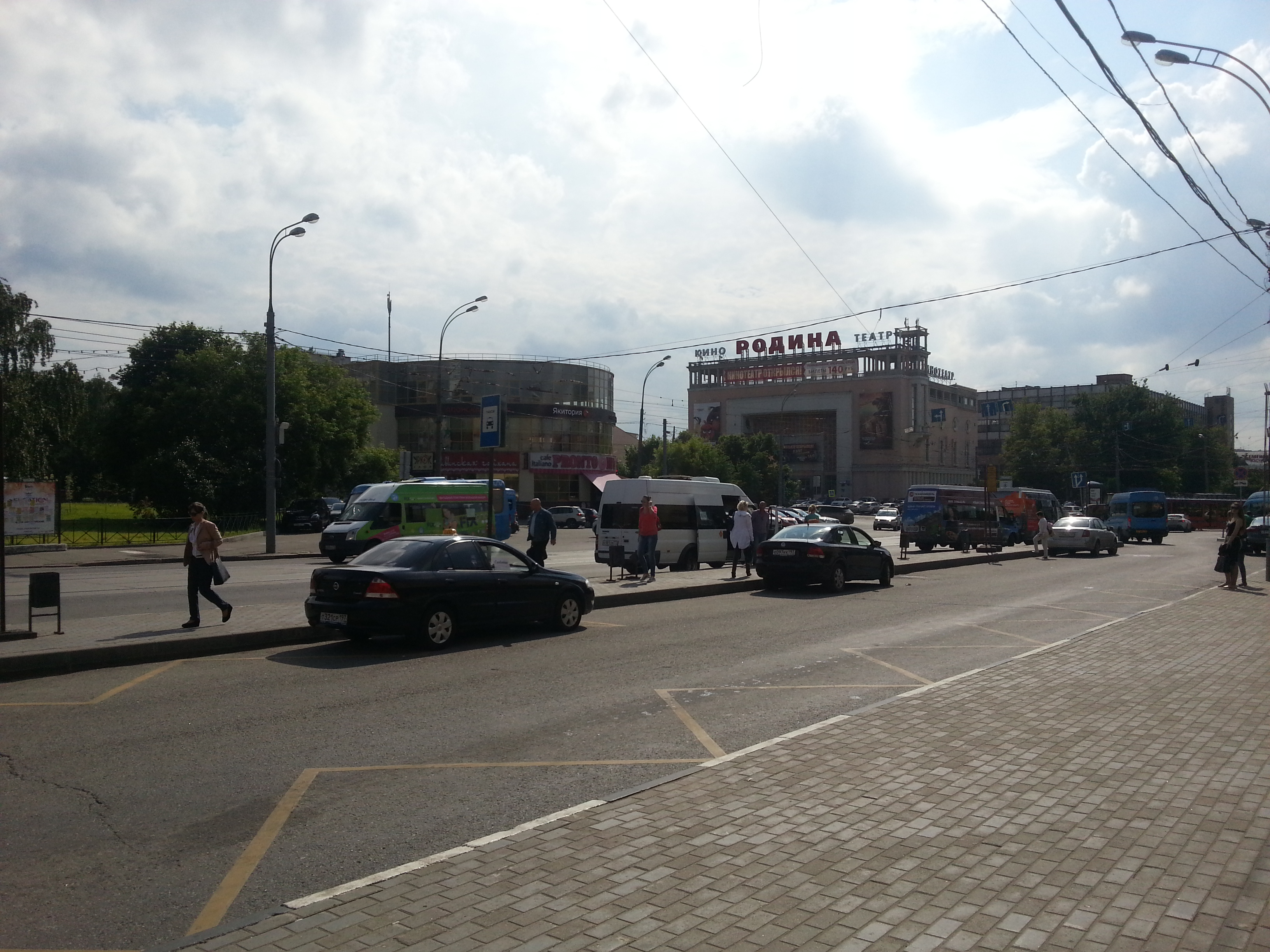
Вид на здание кинотеатра «Родина» (2016)

### Карта
- Карты Яндекс — кинотеатр «Родина»
- Google Maps — кинотеатр «Родина»
- WikiMapia — кинотеатр «Родина»
- Карты openstreetmap — кинотеатр «Родина»